# 676
Năm 676 là một năm trong lịch Julius.